# Candidasyndroom
Het Candidasyndroom op micronivo (CSOM) is een niet bestaand ziektebeeld. Volgens alternatieve behandelaars zou het een vorm van candidiasis zijn waarbij deze zich in schimmelvorm via het bloed over het gehele lichaam verspreiden. 
Daarbij worden de volgende bijkomende verschijnselen genoemd:
- Jeuk aan de geslachtsorganen en de anus
- Keelpijn en neusbloedingen
- Hypoglykemie
- Voedselintoleranties, allergieën en problemen met de spijsvertering
- Spierklachten, pijnlijke gewrichten en chronische vermoeidheid

Systemische candididasis komt ook volgens reguliere geneeskundigen wel voor, maar uitsluitend bij mensen met een ernstig verzwakt immuunsysteem, zoals een laat stadium van aids. Dan wordt echter eenvoudig van candidiasis gesproken. Met name de laatstgenoemde klachten (spierklachten enz.) zijn veelal bekende symptomen van de primaire ziekte. 
Er is geen wetenschappelijk bewijs voor candidiasis als oorzaak van chronische vermoeidheid bij verder gezonde patiënten. Door de meeste beoefenaars van de reguliere geneeskunde wordt de behandeling ervan dan ook als kwakzalverij beschouwd.